# 쌍봉마을 당산제
쌍봉마을 당산제는 대한민국 전라남도 화순군 이양면 쌍봉리에 있다. 2013년 12월 12일 화순군의 향토문화유산 제66호로 지정되었다.